# Agorila
Agorila est le nom d'une maison de disques fondée en 1949 par Pierre Meyzenc et basée à Bayonne dans les Pyrénées-Atlantiques (région Nouvelle-Aquitaine). C'est l'un des plus anciens labels de France. Agorila est l'une des références culturelles dans l'univers de la musique basque, mais aussi pour les musiques du sud-ouest de la France
Le label est un des leaders sur le marché français du rock basque, des musiques traditionnelles, chœurs d'hommes, folklore, musiques de rugby, ou de tauromachie[réf. nécessaire].